# دمیلو (بخش فین)
دمیلو، روستایی از توابع بخش مرکزی شهرستان بندرعباس در استان هرمزگان ایران است.

## جمعیت
این روستا در بخش فین قرار دارد و براساس سرشماری مرکز آمار ایران در سال ۱۳۹۵، غیرمسکونی بوده‌است.